# Kanton Rennes-1
 Rennes-1    is een kanton van het Franse departement Ille-et-Vilaine. Het kanton maakt deel uit van het arrondissement Rennes .

In 2020 telde het 40.985 inwoners.

Het kanton werd gevormd ingevolge het decreet van 18 februari 2014 met uitwerking op 22 maart 2015, met Rennes als hoofdplaats.

## Gemeenten
Het kanton omvat enkel een noordelijk deel van de gemeenten Rennes